# 小行星6143
小行星6143（英語：6143 Pythagoras）是一颗围绕太阳公转的小行星。1993年5月14日，艾瑞克·怀特·埃尔斯特在拉西拉天文台发现了此天体。
这颗小行星的绝对星等为339.4144146906857等。